# Лусахпюр (Арагацотн)
Лусахпюр — село в марзі Арагацотн, на заході Вірменії. Село підпорядковується сусідньому селу Арташаван.